# Jolanta Supińska
Jolanta Maria Supińska-Modzelewska (ur. 1 marca 1944, zm. 31 stycznia 2022) – polska specjalistka w zakresie polityki społecznej, profesor doktor habilitowana w Instytucie Polityki Społecznej Wydziału Dziennikarstwa i Nauk Politycznych Uniwersytetu Warszawskiego.

## Życiorys
W 1966 ukończyła studia na Wydziale Ekonomii Politycznej Uniwersytetu Warszawskiego. Zawodowo związana była głównie z Instytutem Polityki Społecznej warszawskiego Uniwersytetu. Była m.in. kierownikiem Zakładu Teorii i Metodologii Polityki Społecznej. Sprawowała funkcję redaktora naczelnego pisma Problemy Polityki Społecznej: Studia i Dyskusje. 30 grudnia 2015 uzyskała tytuł profesora nauk społecznych.

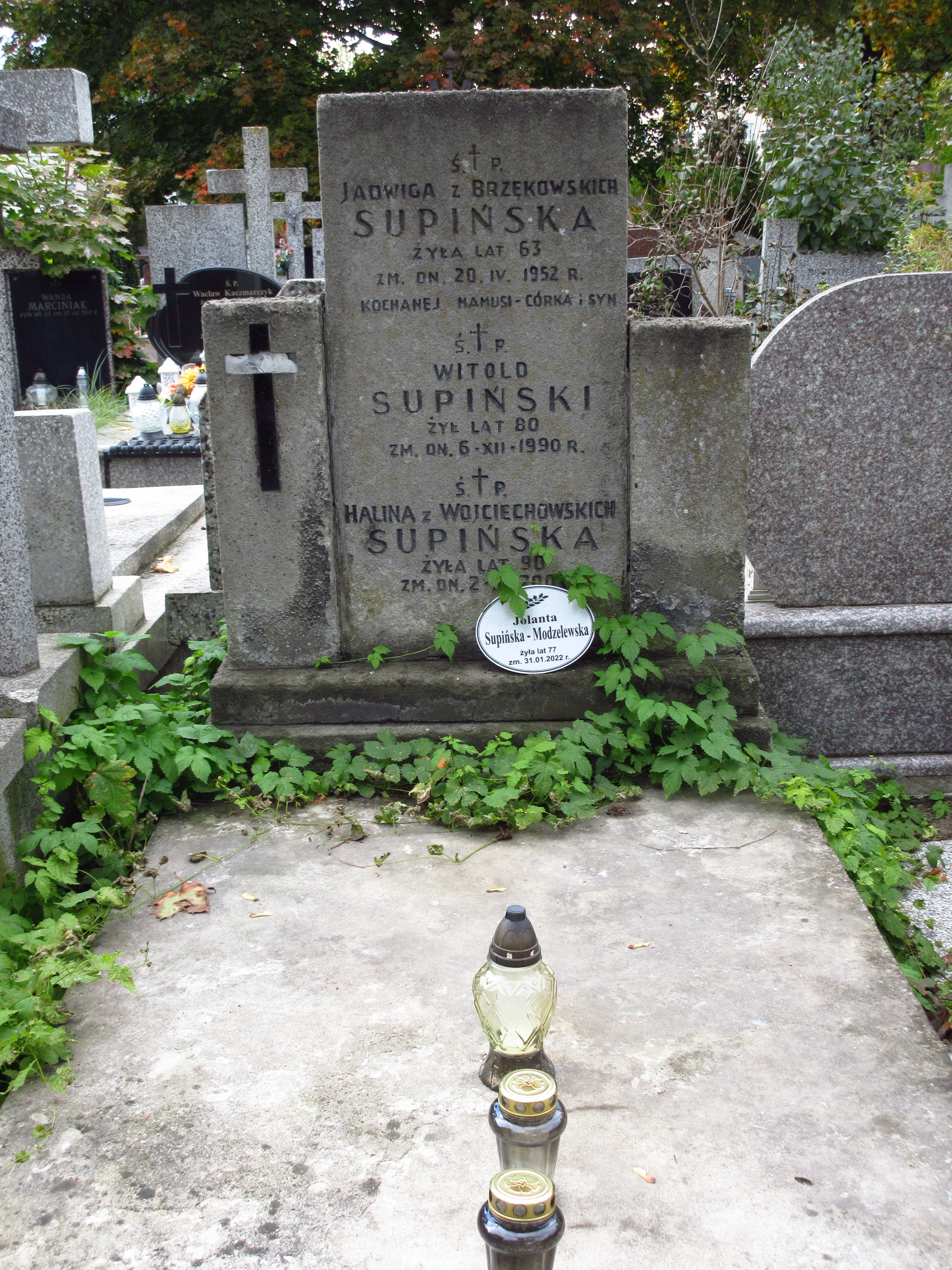
Grób profesor Jolanty Supińskiej na Cmentarzu Bródnowskim.

Do głównych obszarów jej zainteresowania należą: dyskurs o związkach między polityką społeczną i gospodarczą, mieszkalnictwo, ochrona konsumentów, funkcje podatków, planowane rodzicielstwo, pluralizm światopoglądowy, wielokulturowość, relacje na linii swoi – obcy, ruchy ekologiczne, sprawiedliwość reprodukcyjna i prawa seksualne. Piastowała m.in. funkcję członka prezydium w Komitecie Nauk o Pracy i Polityce Społecznej oraz Komitecie Prognoz „Polska 2000 Plus” Polskiej Akademii Nauk. Przewodniczyła Radzie Społecznej przy wiceprezes Rady Ministrów, Izabeli Jarudze-Nowackiej. Była też członkiem Rady Konsultacyjnej przy Pełnomocniku ds. Równego Statusu oraz Centralnej Komisji Egzaminacyjnej ds. stopni specjalizacji zawodowej pracowników socjalnych przy ministrze pracy. Pochowana na cmentarzu Bródnowskim (kwatera 81E-1-28).